# Bengt Edlén
Bengt Edlén, född den 2 november 1906 i Gusum i Östergötlands län, död den 10 februari 1993 i Lund, var en svensk fysiker och astronom med spektroskopi som specialitet. Han blev internationellt känd för att ha löst Koronagåtan, vilken handlade om att det finns spektrallinjer i solkorornans yttersta spektrum som tidigare inte hade observerats från jorden.

## Biografi
Efter studentexamen vid Norrköpings högre allmänna läroverk påbörjade Edlén 1927 akademiska studier vid Uppsala universitet. Han avlade sin filosofie kandidatexamen efter tre terminer. År 1934 blev han filosofie doktor på en doktorsavhandling med omfattande analyser av spektra och energistrukturer hos grundämnen i början av det periodiska systemet. Från 1944 till sin pensionering 1973 var han sedan professor i fysik vid Lunds universitet, där han kom att bygga vidare på Fysiska institutionens spektroskopiforskning.

### Forskning
Edlén var doktorand hos Manne Siegbahn vid Uppsala universitet, där han fick pröva på en spektrograf för undersökningar av spektra i mycket kortvågigt ultraviolett ljus. Med det nya instrumentet kunde han både verifiera beräkningar från kvantmekaniken och sätta rekord på hur många elektroner en jon kunde förlora. Genom sina undersökningar blev han internationellt erkänd som en ledande expert på spektra och struktur hos högt laddade joner, och han började identifiera oförklarade spektrallinjer hos olika stjärntyper.
År 1941 löste han Koronagåtan, som  handlade om att det fanns spektrallinjer i solkorornans yttersta spektrum som inte hade observerats i jorden. En spekulativ förklaring var att dessa spektrallinjer orsakades av ett grundämne kallat Coronium. Genom sina undersökningar upptäckte Edlén att linjerna kom från kraftigt laddade joner av järn, kalcium och nickel. Hans upptäckt accepterades inte direkt, då en sådan hög jonisering av järn endast kan uppkomma vid en temperatur på miljoner grader. Detta skulle betyda att solkoronan skulle vara så het, vilket var avsevärt varmare än solens temperatur på 6000° C. Senare verifierades det att solkoronan har just denna höga temperatur.

### Familj
Bengt Edlén är begravd på Östra kyrkogården i Lund. Han var äldre bror till Håkan Edlén.

## Utmärkelser
Edlén erhöll Royal Astronomical Societys guldmedalj 1945 för lösningen av Koronagåtan och Henry Draper-medaljen 1968. Han invaldes 1947 som ledamot nummer 934 av Kungliga Vetenskapsakademien. Åren 1961–1976 var han ledamot av Vetenskapsakademiens Nobelkommitté för fysik.